# Việt Trìstadion
Het Việt Trìstadion (Sân vận động Việt Trì) is een multifunctioneel stadion in Việt Trì, een stad in Vietnam. Het stadion wordt vooral gebruikt voor voetbalwedstrijden, de voetbalclub Phú Thọ FC maakt gebruik van dit stadion.
Dit stadion werd gebouwd in jaren 60, maar vanaf 2005 werd er in geïnvesteerd door de provincie Phu Tho. De provincie stak 100 miljard VND in om het stadion te kunnen renoveren en herstellen. Sinds de renovatie is het mogelijk om internationale wedstrijden in dit stadion te spelen. Het stadion werd ook gebruikt voor voetbalwedstrijden op de Zuidoost-Aziatische Spelen van 2021, dat werd in mei 2022 in Vietnam gespeeld.
In het stadion is plaats voor 20.000 toeschouwers.